# Right or Wrong (pel·lícula)
Right or Wrong és una pel·lícula muda estatunidenca de 1911. La pel·lícula va ser dirigida pels germans Georges i Gaston Méliès.

## Argument
Dick Dresler és un soldat de la Unió que odia els Confederats i ha jurat no tenir pietat de cap rebel que es trobi en el seu camí. Tom Newhouse és un soldat confederat que s'assabenta que la seva mare s'està morint. Es cola a través de les línies enemigues fins a la llar de la seva infància. Dick, en guàrdia, descobreix els passos del seu enemic i els segueix fins a casa de Tom. Ell entra precipitadament a la casa amb l'arma desenfundada, però es commou al descobrir que Tom s'està acomiadant de la seva mare moribunda. Independentment de les regles de la guerra, deixa lliure a Tom.

## Repartiment
- Francis Ford - Dick Dresler
- William Clifford - Tom Newhouse

## Producció
La pel·lícula es va estrenar com una pel·lícula de dues parts juntament amb Mexican as It Is Spoken als Estats Units el 2 de novembre de 1911.